# Ville (Oise)
Ville is een gemeente in het Franse departement Oise (regio Hauts-de-France) en telt 675 inwoners (1999). De plaats maakt deel uit van het arrondissement Compiègne.

## Geografie
De oppervlakte van Ville bedraagt 6,1 km², de bevolkingsdichtheid is 110,7 inwoners per km².
De onderstaande kaart toont de ligging van Ville (Oise) met de belangrijkste infrastructuur en aangrenzende gemeenten.

## Demografie
Onderstaande figuur toont het verloop van het inwonertal (bron: INSEE-tellingen).